# Matéri
Matéri is een van de 77 gemeenten (communes) in Benin. De gemeente ligt in het departement Atacora en heeft een oppervlakte van 1.740 km². Matéri telt 113.958 inwoners (2013). De gemeente is onderverdeeld in zes arrondissementen:
- Dassari
- Gouandé
- Matéri
- Nodi
- Tantéga
- Tchanhoun-Cossi

De gemeente werd opgericht in 1978. Het nationaal park Pendjari ligt deels in de gemeente.

## Geografie
De gemeente grenst in het westen aan Togo en in het noorden aan Burkina Faso. Het westelijk deel van de gemeente bestaat uit de riviervlakte van de Pendjari terwijl het oostelijk deel (de arrondissementen Matéri en Nodi) heuvelachtig is als uitloper van het Atacoragebergte. Het landschap bestaat voornamelijk uit savanne.
De meeste neerslag valt in de maanden augustus en september.

## Bevolking
In 2002 telde Matéri 83.721 inwoners. In 2013 waren dit 113.958 inwoners.
De belangrijkste bevolkingsgroepen zijn de Bialbe, de Fulbe, de Moba, de Kountimba en de Mossi.
In 2002 hing 60,8% van de bevolking van Matéri een inheemse godsdienst aan, 25,4% was katholiek, 2,5% protestants en 7,1% moslim.
Opm: Bevolkingscijfers in duizendtallen
Bron: Matéri, Commune in Benin; 1979-2013: volkstellingen
Bron: Institut National de la Statistique Benin; 2013: volkstelling

## Geboren
- Noélie Yarigo (1985), Benins-Frans atlete

## Afbeeldingen

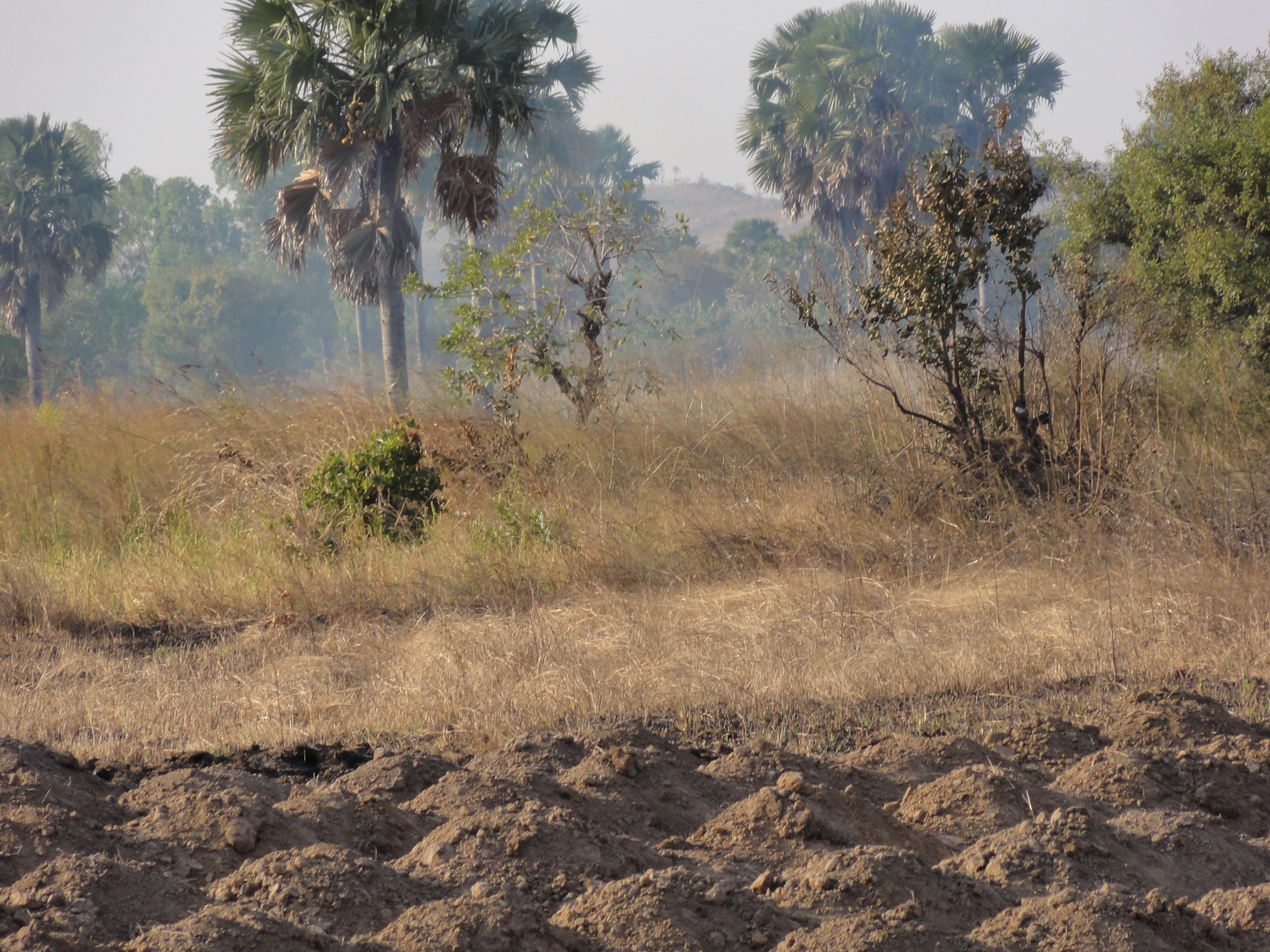
Rijstbouw
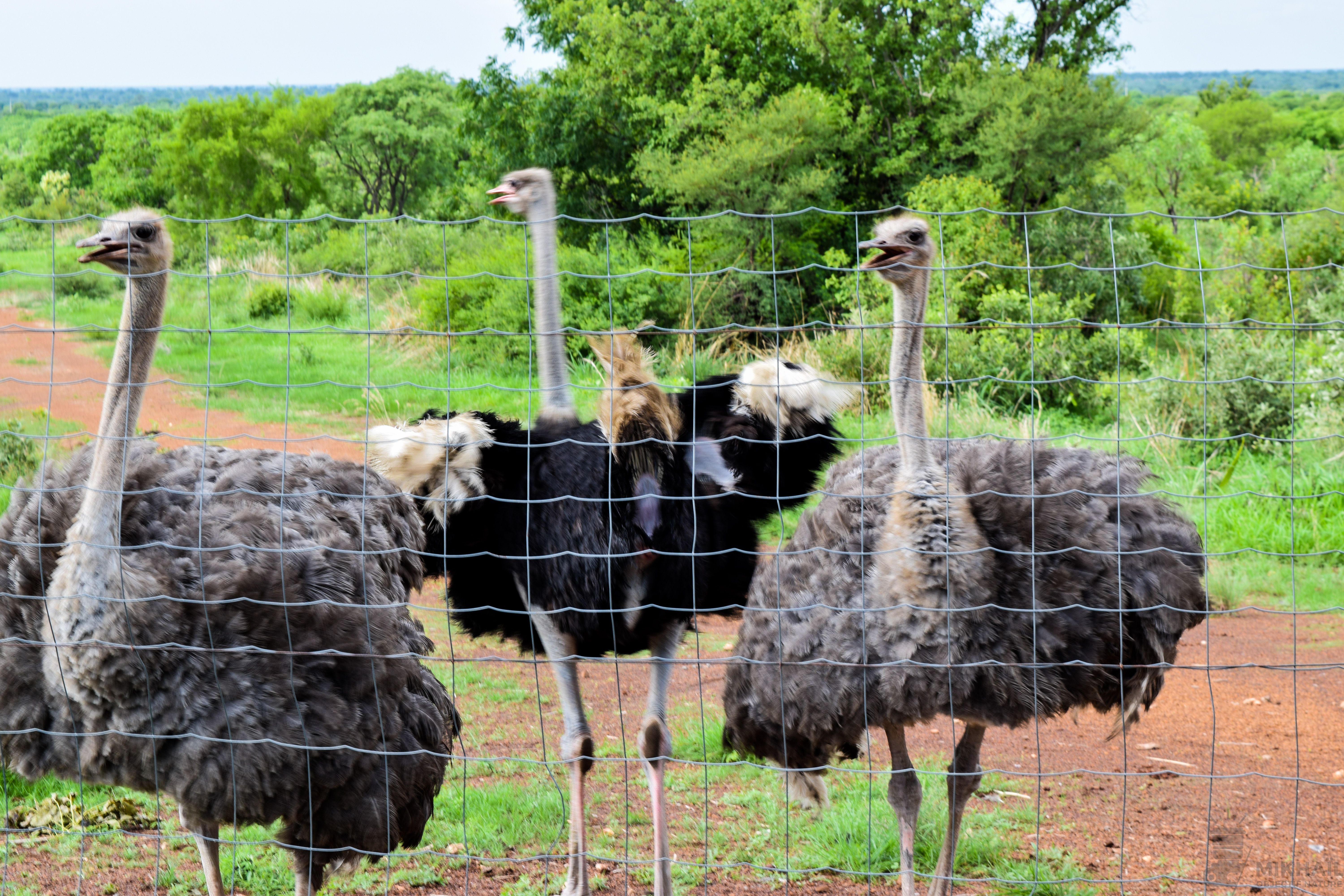
Struisvogelkwekerij in Dassari
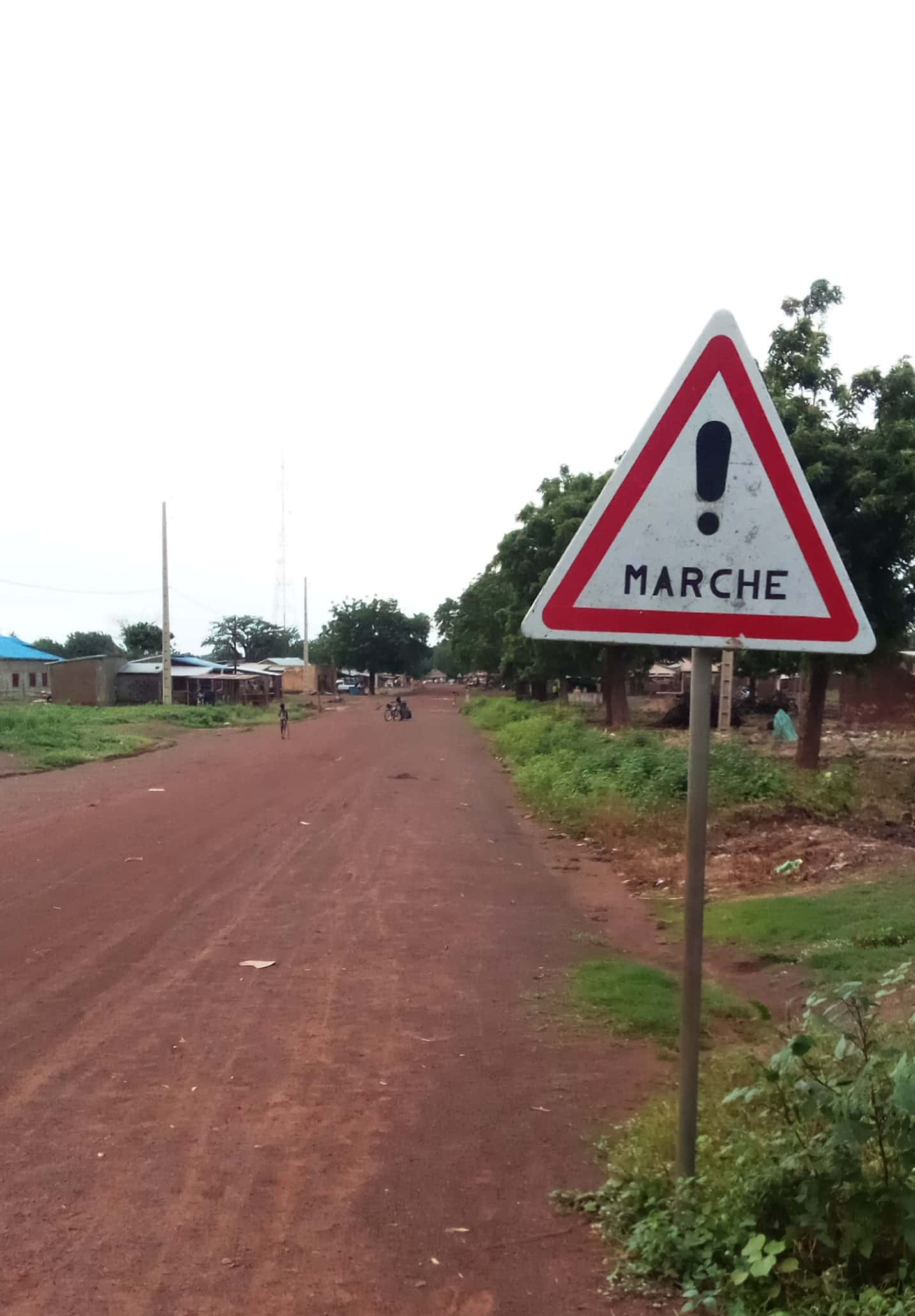
Gouandé
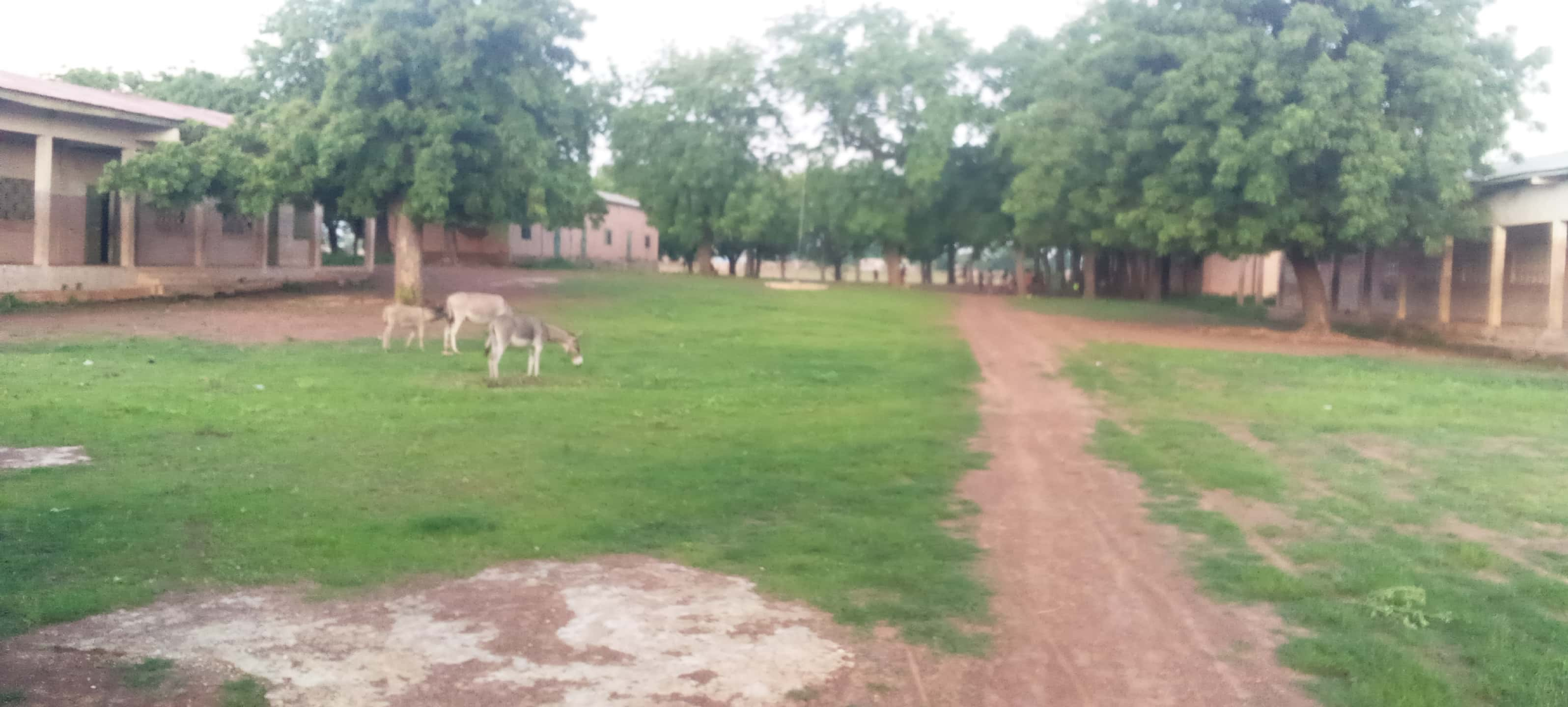
Openbare basisschool in Gouandé

- Virtual International Authority File: 5155767396527761953